# Ramiro Villapadierna
Ramiro Villapadierna (né à Madrid en 1964) est un responsable culturel et journaliste espagnol, spécialisé à la diplomatie culturelle, aux affaires européennes et à la culture pan-hispanique. 
Il dirige le Bureau pour la diplomatie en espagnol du Gouvernement de Madrid et il est directeur aussi de la Chaire Vargas Llosa (Cátedra Vargas Llosa) laquelle présente et promeut dans le monde entier l'héritage culturel et politique du lauréat espagnole du prix Nobel de littérature.
Il a dirigé l'Institut Cervantes, l'institution de diplomatie culturelle panhispanique, à Francfort, d'où il a été viré, et à Prague auparavant. Il a fait naître le projet photo UPFRONT, un hommage rendu et une approche expositif à la vie du photojournalistes de conflits, présentée dans plusieurs capitales de monde.
Comme journaliste il est dévenu un spécialiste de l’Europe Centrale pendant les transitions politiques de l'Est, pour différents medias et instituts d'études.
, il a travaillé entre autres pour la Deutsche Presse Agentur et la Deutsche Welle après avoir été le responsable du Bureau Europe Centrale du journal espagnol ABC pendant 20 ans successivement à Prague, Vienne et Berlin, chargé de couvrir toute l’actualité de l’Europe centrale et des Balkans notamment pendant les guerres de Yougoslavie.
Il a été distingué à plusieurs reprises en Espagne, dans le cadre du Prix de Journalisme Européen Salvador de Madariaga, du Cirilo Rodríguez pour les Correspondants Étrangers et du Larra de Journalisme.

## Carrière
En 1990, ABC lui demande d’ouvrir un bureau à Prague pour couvrir la transition de l’Europe centrale et de l'Est vers la démocratie plurale et l’économie marché, jusqu'à son intégration dans l'Union européenne, étant l’auteur de milliers des chroniques et reportages portant sur des peuples de l’Europe centrale et des Balkans.
Il a eu la responsabilité de suivre l’actualité de 16 pays de la Baltique aux Balkans puis en Allemagne réunifié à partir de 2002. Il couvre ainsi le démembrement de la Tchécoslovaquie, l'effondrement de la Yougoslavie et les guerres ultérieures en Slovénie, Croatie, Bosnie-Herzégovine, Kosovo, Macédoine jusqu'à la chute du régime de Milošević. Pendant les guerres il sera arrêté  à différentes reprises, même gravement blessé lors des bombardements.
Pendant des décennies, Villapadierna a rencontré et interviewé les principaux acteurs politiques et intellectueles des changements dans ces pays.
Il a étudié le journalisme à l'université complutense de Madrid ainsi que des langues, spécialement auprès du monde slave. Il parle l’espagnol, l’anglais, l’allemand, le français, l’italien, le serbo-croate et le tchèque.
De même, il a réalisé des entrevues avec des dizaines de chefs d’État et de gouvernement, de ministres, de penseurs, d’auteurs et d’artistes, le long des plus de 300 000 km parcourus dans la région.
Il a de même écrit des voyages et des rapports spéciaux sur ces pays, ayant publié aussi dans la presse des Pays Tchèques, de la Serbie, de la Croatie, de la Bulgarie et de la Pologne, et a réalisé plusieurs correspondances pour la BBC, la CNN, Deutsche Welle, Radio France internationale, TVE, Radio Nederland et Radio Nacional de España.

## Divers
Il a également collaboré pour de très nombreux médias de la région mais aussi d’Amérique du Sud et des Etats-Unis. publié dans la presse de l'Allemagne, la République tchèque, la Serbie, la Croatie, la Bulgarie, l'Autriche, la Pologne, ainsi qu'en Amérique latine et aux États-Unis.
Villapadierna a été rapporteur entre autres auprès de l'International Balkan Correspondents Congress et du NATO Atlantic Club de Prague, et est souvent sollicité pour participer à des conférences sur l'Europe centrale, les Balkans, la fin du communisme, le journalisme de guerre, le nationalisme et la résolution des conflits: Parmi elles, la Commission européenne, Wilton Park, le Centre d'études orientales à Varsovie, le Forum économique de Krynica, Giorgio Cini Fondazione à Venise, la Fondation CIDOB, l'université internationale Menéndez Pelayo, du Forum Formentor, de l'université de Alicante, de la Fondazione Giorgio Cini de Venise, de l'université Complutense, de l'Académie de la Guardia Civil et l'École de guerre, de la Fondation Duques de Soria, l'Institut Cervantes ou l'université d'Alicante,entre autres.
Il est aussi l’auteur du blog ‘Divan Est-Ouest’, portant sur les questions de la vieille Europe centrale et sur l'actualité extra-journalistique de l'Allemagne, l'Autriche, la Pologne, les Pays tchèques, la Slovaquie, la Hongrie, la Roumanie, la Bulgarie, la Slovénie, la Serbie, la Croatie, la Bosnie-Herzégovine, le Monténégro, la Macédoine, le Kosovo et l'Albanie.
Formé à l'Institut Ramiro de Maeztu, Villapadierna a étudié le journalisme à l'université Complutense de Madrid, le droit historique et prémial à l'UNED et des cours de gestion culturelle à INAP.
Entre 1986 et 1990, spécialiste de jazz, il intègre le service culture du légendaire quotidien ABC.